# Asteroschema flosculus
Asteroschema flosculus is een slangster uit de familie Asteroschematidae.
De wetenschappelijke naam van de soort werd in 1893 gepubliceerd door Alfred William Alcock.